# 上海站
上海站，位于中华人民共和国上海市静安区秣陵路100号，是中国铁路上海局集团辖下的特等站，车站途径京沪线、沪宁城际线，并间接连接沪昆线是上述三条线路始发终到站。原址位于天目东路宝山路口，今上海铁路客技站。1987年，迁至原上海东站站址建成现新站房，因此上海市民通常称为“新客站”。目前，上海站与上海南站、上海虹桥站同為上海市铁路客运的主要枢纽站，本站最高单日客流发送量达21.26万人次。

## 历史

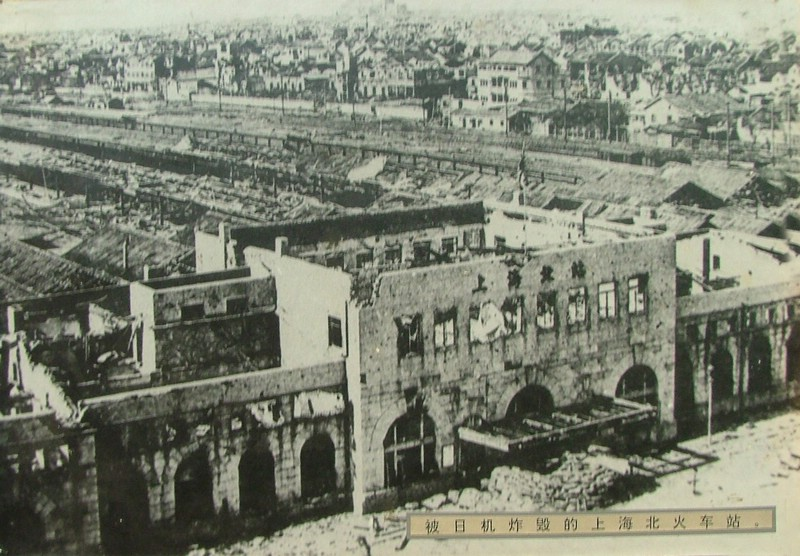
战时被炸毁的上海北站

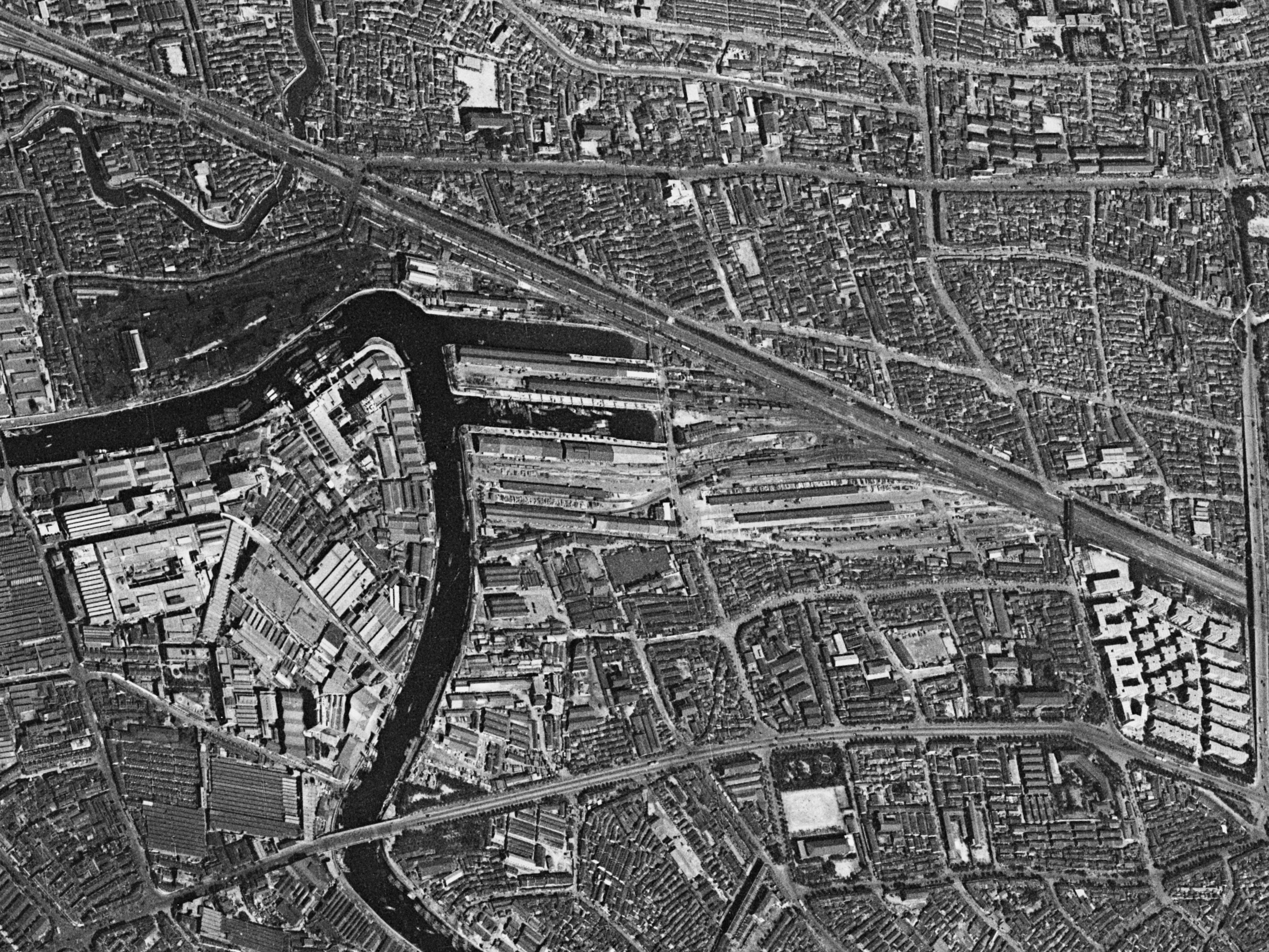
上海东站货场卫星图（1966年）

### 初建
1896年，时任两江总督署理南洋大臣张之洞奏请修建经吴淞至江宁府（今南京）的铁路线。先期修建淞沪铁路，于1897年动工，次年完成。1905年，沪宁铁路开始动工兴建。1906年，上海至无锡段竣工试运行，次年无锡至常州段完成，1908年，沪宁铁路全线通车。这一时期，沪宁铁路上海车站设置于恒丰路附近，即今上海站址。由于该站为沪宁铁路全线最东站，故而名为东站。但东站此时距离租界核心地区仍相对较远，适逢淞沪铁路与沪宁铁路并轨，随决意向东延伸，最终确定在毗邻公共租界北区的宝山路天目路附近兴建新的站房，即沪宁铁路上海站，因位于上海市区北侧，故又称为上海北站。1913年，宋教仁预备由此乘车北上组建国会，但最后遭到刺杀，最终在沪宁铁路医院逝世。
1909年，沪宁线总管理处填没该处芦苇荡后建成高四层的西式洋房。站房设计采用英籍工程师西排立的设计图纸，造价总计329,440元银元。大楼一层外墙采用花岗岩修建，二层起及以上采用大理石廊柱与拱形门窗的式样，内设房间76间。另外在大楼底层另建6间大型平房，与底层相连，构成候车区域和邮政、售票的服务性区域。大楼二层及以上则作为沪宁线总管理处的办公用房。
1913年，由英商修建的、位于现上海站站址的麦根路货站建成投用，车站以通往租界的必经之路——麦根路（现石门二路北段）命名。1921年车站附近建成，最初名为金陵路，后由于车站方面以“靠近车站”为由更名为麦根路，使得上海出现了两条互不连接的“麦根路”。货站旁的麦根路于1947年更名为秣陵路至今。

### 北站时期
由于沪宁线与沪杭甬铁路分别建成，并各属不同的公司管理，而其车站也位于上海市区的南北两侧，因此对于旅客的换乘和货物运输十分不利。因此，自1911年起，两个铁路局便开始筹划并轨方案。1915年3月动土施工，1916年12月正式通车。此后沪宁铁路上海站也开始增开南向火车。沪宁铁路上海站成为两路总站，并正式更名上海北站。而沪杭铁路上海站则更名为上海南站。
1932年，一·二八事變发生，因上海北站位于租界以外，并临近闸北战场，因此遭到破坏，四层楼房毁于战火。1933年5月起，上海北站进行修复，对于底层得到恢复，二层中间部分也得到重建，同时兴建左右候车室、行李房等设施。1937年8月，淞沪会战爆发，上海北站再度沦为战区并遭到日军战机轰炸。8月28日14时，日军出动多架次战机，对上海南站实施轰炸，楼房及附属设施完全被毁，同时炸死炸伤旅客数百人，南站铁路运输完全中断。11月12日，随着上海除租界外全境沦陷，日军开始拆除上海南站及其附近长约1.5公里铁路。同时修复上海北站，并更名为“上海驿”，从此上海所有旅客运输全部归于上海北站。
1945年，京沪区铁路管理局接管上海北站，并于次年开始进行车站的修复和扩建。经此次修复，站内站台延长至360米，拓宽站台达2787平方米，兴建两座候车室。1947年4月，上海北站升格为上海总站。

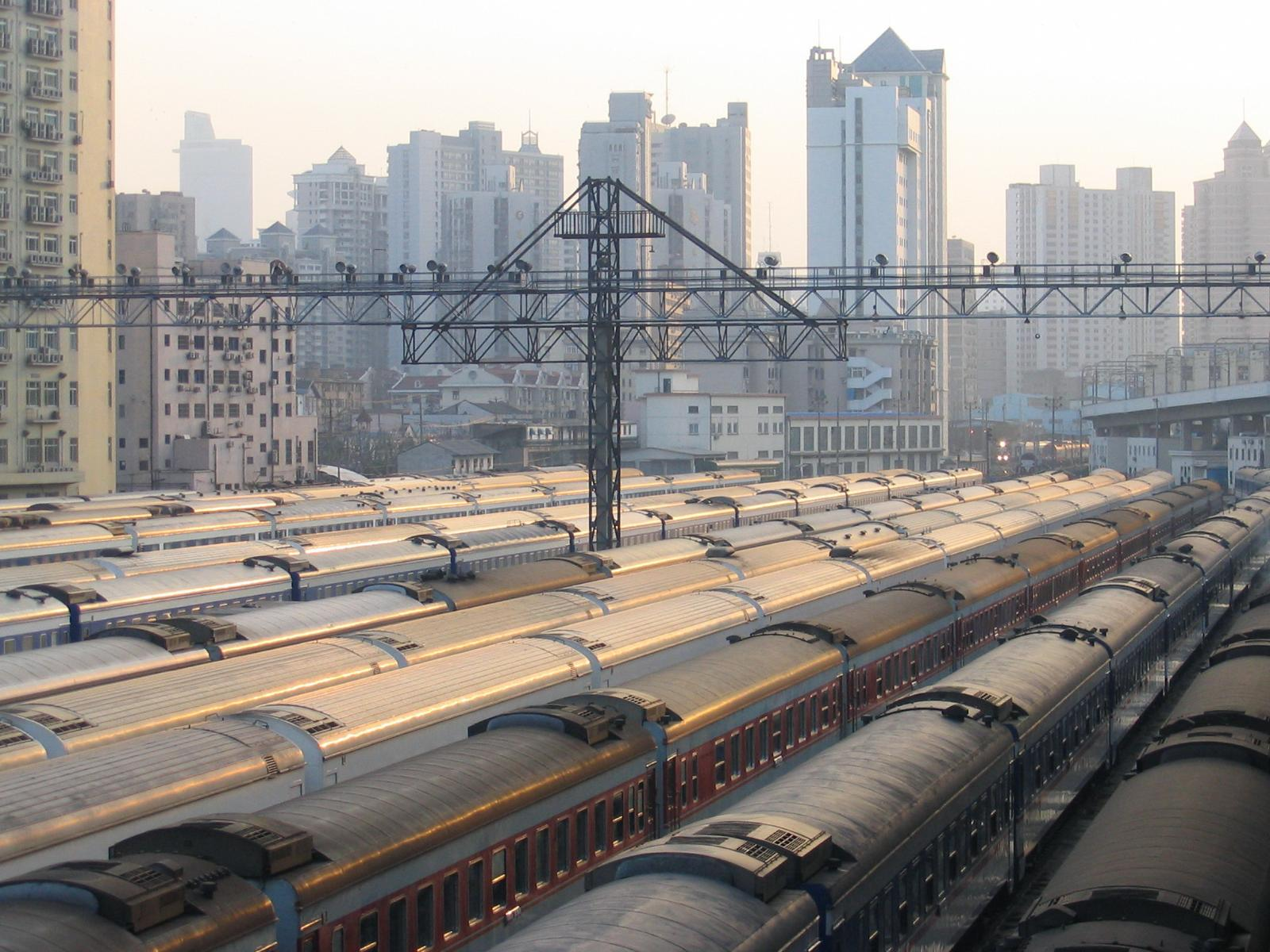
舊上海站已改建为列车基地

1950年3月，上海铁路局恢复上海北站名称。同年8月1日，经由铁道部批准，上海北站更名为上海站，并核定为特等车站，原由上海总站管辖的麦根路站也独立经营，1953年1月改称上海东站。1960年，上海铁路地区枢纽方案开始实行，上海站的货运移至东站，成为专营的客运车站。1961年，原货运仓库进行改造，建成1041平方米的候车室和行李仓库。同时延长货运站台，改建成旅客月台，并将货物线改建成客车到发线，形成南北两区，共计11股旅客到发线，候车室达3985平方米，车站到发29对。至1987年，新客站启用前，年运送旅客3900多万人次。

### 新客站时期

#### 筹建
上海站虽数经改建、扩建，终因受地理环境限制，站场和设备无法得到很大改善，难以应付快速增长的客流。因此1981年3月，铁道部与上海市人民政府向国务院提交筹建新站的报告，提出在上海东站的原址的基础上，建设一座拥有2万平方米的主楼、3.7万平方米的广场，日到发能力达72次的新上海站。根据这一方案，新建成的上海站，将配有7座站台，到发线12股，并同时具有商业、市政等多项配套。同年6月19日，国务院批复该计划，同意新站址和建设规模，并且其主要建设由上海市人民政府统一领导。
1983年9月8日，上海市府、铁道部因方案产生变化因此向国家计委提交了名为《关于重新报送上海铁路新客站设计任务书的报告》的新方案，相对原计划，新计划有了新的修改和扩充。主要方面有：上海站站厅的容纳人数扩大到1万人，站厅面积扩建到3.3万平方米；疏通上海站周边道路，建造大统路非机动车立交，建造恒丰北路立交桥；明确自批准后6个月内动工，1987年前完成一期工程，1988年前完成二期工程；确定工程总投资为26,736万元人民币。
1984年4月11日，国家计委署名的《关于重新审批上海铁路新客站设计任务书和初步设计的复函》。1984年9月20日，新客站工程开工。

#### 建造
1981年8月，上海市人民政府接获国务院的批文后，即成立上海铁路新客站工程指挥部。1983年10月，市政府调整指挥部成员，由上海铁路局、闸北区人民政府和建工局总计4人担任指挥部的指挥和副指挥，并常驻工地。1984年9月，上海市府确定工程指挥部是市政府的派出机构，全面负责车站施工。
1986年，上海市府成立上海铁路新客站工程领导小组，由时任市长的江泽民担任组长，至新客站建成领导小组多次召集会议并进入工地监督工程进展。而为工程施工的前期动迁工作也在1984年5月展开，这次动迁采取原拆原还的办法，先将工程施工区域内的民户和单位共7600多户迁往他处。工程将会配套兴建提供拆迁居民回迁的公寓住房。至1986年6月，动迁工作基本完成。
在不影响上海站日常运营的情况下，1982年4月1日，上海东站停止办理货运业务，但其他例如列车通过、车底存放、调车、单机通过等业务仍照常办理。1984年9月29日，工程打桩正式开工。至1986年4月24日，工程完成第一阶段施工，主要为南半区的施工。通过这19个月的兴建，新客站的南部的大厅和高架站房的土建基本完成。进出上海站的列车改由南半区的高架候车厅下通过，为北区施工提供空间。1986年4月25日至1987年6月25日，工程进入第二阶段，这一阶段主要开始北半区的工程，包括拆除原东站列车线及附属设施，同时兴建北半区的停车线和机走线，并完成北半区的站厅和高架候车厅。1987年6月26日开始，工程进入最后的第三阶段。这一阶段目的是完成南北候车室的合龙并进入内部装修的阶段。
而外围的配套设施方面，第二阶段工程结束的那天，大统路立交建成通车。当年10月1日，恒丰路立交也宣告竣工。此外，新客站南北广场、通道、站内基础设施的安装调试都在1987年12月25日前完工。1987年10月，新客站站内装修提前完成。恒丰路、天目西路的拓宽、恒丰路桥改建以及轨道交通一号线的预留站台和折返线、邮电大楼均在同一时期完工使用。1987年12月27日，新客站第三阶段工程完工。至此工程共耗资4.05亿元人民币。
1987年12月27日晚，位于宝山路的上海站开出最后一班列车后关闭，次日，上海站新站房启用，完成车站功能交接。随后，老北站改建成为上海铁路客车技术整备站，主要用作客车整备。为区别以前的老火车站，新建的上海站一般被称为“新客站”。

#### 改造
由于新客站投入运营后管理不善、加上客流不断增长，导致车站环境日益恶化：站房底层长期被商铺和临时售票处占据、候车区域亦常常人潮汹涌。因此车站于1999年提出了南站房外立面改造方案，乙方华东建筑设计研究院在经过实地考察后，决定在南站房外立面覆盖玻璃幕墙的同时还将南外墙向南移动14米。改造工程自2000年7月4日开始，同年国庆节（10月1日）前夕完工。
2010年，为迎接2010年上海世界博览会的召开，上海站进行大规模整修翻新。时至今日，上海站仍然是上海市铁路客运的主要综合交通枢纽之一，并有上海轨道交通1号线、3号线和4号线交汇于此。首先进行了高站台改造；其次从2009年6月起，车站开始了新建无柱雨棚和北广场的扩建工程。改造后北站房向东西两侧各延伸了60米，向北延伸25米，其面积由原先的1000平方米扩大到15560平方米，足足扩大了15倍并覆盖玻璃幕墙；同时原先的蓝色顶棚双站台柱雨棚被横跨站场的白色无站台柱雨棚替代。全部工程于2010年春运前完工。
世博会结束后，车站又耗时3年将站房候车室和站台共880盏照明灯更换为能耗更低、亮度更佳的金卤灯。2015年车站改造候车区域设施，安装免费手机充电站和便民餐桌；2016年又对重点旅客候车区进行了改造。

## 车站结构

### 站房
上海站南站房于1987年投入使用，当时宽156米、深30米、高12米:213，2000年向南14米扩容2300平方米并新覆盖玻璃幕墙。南站房外立面被长155米、高22.5米、柱距12米的钢结构玻璃幕墙覆盖。北站房于2010年投用，面积15560平方米。

#### 内部
上海站的站厅设计，采用由华东建筑设计院提出的“南北开口、高进低出、跨线候车”的方案。进入车站可以经由南北两个进站口进入，同时进站口以东另专设VIP候车入口，直通VIP候车室。而下车旅客，可通过地下通道，经由东南、西南、北出口共计三个出口快速出站。此外，80%的候车室位于月台上空高架候车室。乘客经由南北进站口进入后，通过自动扶梯运送至二层中央走廊。中央走廊宽12米，左右各分布5间候车室，旅客根据各候车室外电子屏显指示，进入相关候车大厅。左右两侧候车厅外侧再通过左右高架通道与各月台相连，缩短旅客上车时间，该结构迄今被众多中国大陆的大型车站采用。
底层站厅则主要以团体候车室、软席候车室、进站大厅为主。2003年，港澳自由行开通后，为加快沪港直通车的运行时间，上海海关和中国边检站厅底层的第一候车室旁边设置进出境口岸，并由专门通道进入联检大厅。2016年1月30日，上海铁路口岸开放外国人过境144小时免签政策，持有有效的国际旅行证件和144小时内确定日期、座位前往第三国（地区）联程客票的过境旅客即可享受过境免签政策。免签期间活动范围限于上海市、江苏省和浙江省内。2024年7月31日，上海站口岸由海关总署正式公告关闭。
上海站共有5个售票大厅。为避免购票人群与进出站人群的对冲，上海站在主站厅外东南侧，即秣陵路梅园路路口处设有联合售票大厅，整座大厅共设有40余个窗口。长三角动车组开行以后，上海站又增设自动售票大厅于东南出口东侧，以减少联合售票大厅的购票压力。2010年启用的新北站房售票处设有售票窗口10个，自动售取票机14个。

### 站线布置
上海站共设有15股行车线，包括12条到发线（含机走线J1、J2道）和3条正线（Ⅳ、Ⅸ、Ⅷ道），其中1-2道、7-8道、11-12道设有吸污设备。站场西侧咽喉为列车进出站使用，从北至南分别为京沪下行线、沪宁城际下行线、沪宁城际上行线和京沪上行线，连接上海西站和光新路客技站；东侧咽喉连接上海机务段和宝山路客技站，包括3条联络线和1条出库线。
上海站站台为岛式侧式混合站台，每座站台长500米，包括1座侧试站台和6座岛式站台，编号1-13。每座站台和南北站房间设有2座宽9米的出站地道和一座宽5.2米的行包地道连接:213。每座站台和地下通道各设有两组连接通道，其中东侧通道为楼梯、西侧通道为坡道。站台上方被高架候车室和无廊柱式雨棚覆盖。无柱雨棚采用“三跨一悬挑”形式，总宽达135.15米，最高达18米，覆盖面积53145平方米。
上海站结构如下图：
| 地上二楼 | 高架候车室          | 南进站口；3、4号（商务座）候车室          |
| 地上二楼 | 高架候车室          | 5、6号候车室                              |
| 地上二楼 | 高架候车室          | 7、8号候车室                              |
| 地上二楼 | 高架候车室          | 9、10号（军人）候车室                     |
| 地上二楼 | 高架候车室          | 北进站口；11、12号候车室                  |
| 地上一楼 | 联外区域            | 站前广场、公交车站                        |
| 地上一楼 | 进站区域 （南、北） | 自助售票处、进站口、第2候车室（重点旅客） |
| 地上一楼 | 进站区域 （南、北） | 第1候车室                                 |
| 地上一楼 | 侧式站台            |                                           |
| 地上一楼 |                     |                                           |
| 地上一楼 | 1站台               | 到发线                                    |
| 地上一楼 | 2站台               | 到发线                                    |
| 地上一楼 | 岛式站台            |                                           |
| 地上一楼 | 3站台               | 到发线                                    |
| 地上一楼 | 机走线              |                                           |
| 地上一楼 | 4站台               | 到发线                                    |
| 地上一楼 | 岛式站台            |                                           |
| 地上一楼 | 5站台               | 到发线                                    |
| 地上一楼 | 6站台               | 到发线                                    |
| 地上一楼 | 岛式站台            |                                           |
| 地上一楼 | 7站台               | 到发线                                    |
| 地上一楼 | 8站台               | 到发线                                    |
| 地上一楼 | 岛式站台            |                                           |
| 地上一楼 | 9站台               | 到发线                                    |
| 地上一楼 | 机走线              |                                           |
| 地上一楼 | 10站台              | 到发线                                    |
| 地上一楼 | 岛式站台            |                                           |
| 地上一楼 | 11站台              | 到发线                                    |
| 地上一楼 | 12站台              | 到发线                                    |
| 地上一楼 | 岛式站台            |                                           |
| 地上一楼 | 13站台              | 到发线                                    |
| 地下一层 | 联外区              | 东南出口、1号线上海火车站进站口及换乘通道 |
| 地下一层 | 联外区              | 西南出口                                  |
| 地下一层 | 联外区              | 东、西出站地道                            |
| 地下一层 | 联外区              | 西北出口                                  |

### 上海站南广场
现在，上海站南广场集合了公交、出租、轨交为主的公共交通，与铁路南进站口和东南、西南出口相连，与天目西路、恒丰路围合成一个三角形。上海站进站口正前方地下为出租车停靠站。停靠站分为两个部分，以适应自长安路、秣陵路和梅园路两个方向驶入和驶出的出租车辆。乘客可以从上海站进站口正前方的入口乘坐自动扶梯进入停靠站点。
南站房东西两侧为东副楼（行包托运）和西副楼（行包提取及铁路公安），和主楼相互独立；南广场站务区第一层圈设有5个地块，自东向西分别为联合售票大楼、中亚饭店（及环龙商场）、南广场商业中心（后建设白玉兰人口广场、名品商厦和友谊服饰）、上海邮电大厦、上海铁路大厦等设施。此外车站东侧还设有庐峰大楼（原上海铁路分局水电综合楼），总建筑面积约12490平方米，楼高约44米，1991年建成启用。曾作为饭店使用，2020年关闭并被改建为上海局集团单身宿舍。1990年代，闸北区政府则在南广场站务区外围区域继续开发新客站不夜城商圈项目。
1995年，上海轨道交通1号线建成通车，上海站成为1号线起讫点站。尽管之后1号线延伸至共富新村站、富锦路站，但上海站因为巨大客流，仍旧承担了大部分列车的起点运输，并且凭籍上海公共交通卡可以30分钟内换乘北广场的3、4号线。此外，上海站南广场上也是一些公交线路的起讫点站。此外，在南广场外侧的天目西路和大统路附近，设有以上海火车站命名的公交站点，成为途径公交的上下客车站。

### 上海站北广场

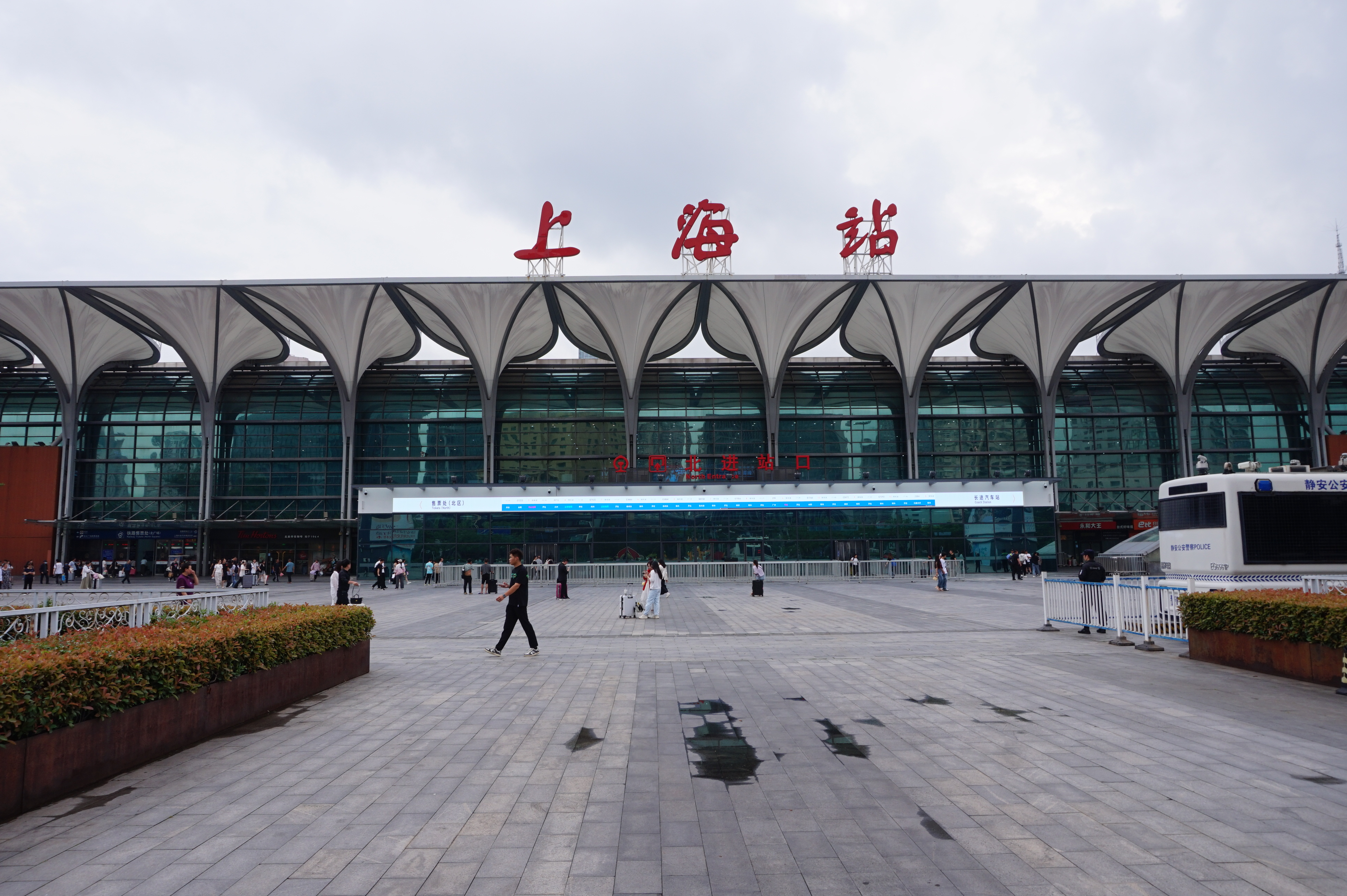
上海站北广场

上海站北广场与铁路北进站口、西北出口相连，为铁路以北和中兴路、大统路围合成的三角形区域。建成时是次要交通换乘地点。2000年10月20日在北广场建上海乘务员公寓。2000年12月，上海轨道交通3号线开通，其中途径上海站，并设有上海火车站站的上下客站。其主要进出口设在北广场，并通过地下过道与南广场相连。2005年12月，4号线运营后，与3号线共线运营，其中包括上海火车站站。2005年11月，位于上海站西北侧的上海长途客运总站投入运营。北广场成为客运和列车的主要换乘场所。2006年建成中祥大酒店。
2009年起，为适应上海世界博览会召开，而导致铁路运输的客流激增。北广场开始进行大规模改造，开发广场地下空间，并重建上海乘务员公寓。2010年5月29日，北广场交通枢纽建成启用。
2017年1月18日地铁上海火车站站3、4号线西站厅启用。西站厅位于北广场东部地下一层，从铁路上海站西北出口可直达上海长途客运总站地下售票窗口、地铁上海火车站站3、4号线西站厅、地下车库和出租车点。2024年4月27日上午9时起，上海站东北出口连通通道与地铁上海火车站站3、4号线东站厅同时启用。该区域总面积约1010平方米，共设6台出站自助检票闸机及1个人工检票口。从上海站出站的乘客可从东北出口出站，无需重复安检直接换乘3、4号线。

## 旅客列车目的地
上海站主要开行沪宁、安徽方向高铁动车及少量沪杭方向的高铁列车；普速列车均发往还中国北方地区。在春运，节假日期间还会加开前往阜阳、徐州方向的临时旅客列车。
基于2020年年底的列车运行图，上海每日到发普速列车38对，其中京沪铁路方向37对、沪昆铁路方向1对，另有京沪铁路方向5对动车；动车137对（含既有线动车），其中沪宁城际81对、沪苏通铁路方向23对、京沪高铁方向14对、沪昆铁路方向4对。

### 动车组列车
上海站始发终到的动车组列车多以在沪宁高铁运行的高速动车组列车（G字头列车）为主，也有在京沪既有线运行的，往北京、北京南、西安北、深圳北的卧铺动车组列车。在经京沪高速线列车方面，上海站有开行往青岛北、淮北方向的高速动车组列车。2018年4月10日起，两对原先在上海虹桥站到发的京沪高速动车组列车改由上海站始发终到。
沪宁高速动车组列车是利用沪宁高速铁路运行、往来本站和南京站的高速铁路列车，是上海和南京间铁路出行的主力担当。除了日常商务、旅游客流外，部分旅客甚至利用其进行跨城通勤生活：在上海工作、居住在昆山、苏州、无锡等沿线城市。目前沪宁高速动车组的运行模式始于2013年7月1日调图，本站每小时可发出4-6对列车。始发列车主要分为两种：一种是整点（或接近于整点）于发车的大站停列车，基本仅停靠常州站、无锡站和苏州站，车次号段为G7001至G7030，全程运行时间99分钟；其次是在每个小时中紧凑发车的普通停站列车，中途停靠6、7个车站，全程运行时间2小时左右。
上海站一些始发列车利用宁蓉线、沪苏通铁路、盐通高速铁路、连镇铁路、合安高速铁路等线路直通江苏省北部、安徽省和山东省东部的其他城市。

### 普速列车
上海站办理普速列车到发、客运、上水、吸污、列车技检、客车编组作业。
作为中国三大城市“北上广”之一，全国各地开往上海的普速列车被称为“进沪列车”，属于三进列车之一。1990年代末上海站已有发往中国大陆除海南省、西藏自治区外所有省会、自治区首府的普速列车；1990年代末又陆续开行往其他非省会城市的始發长途普速列车。1997年上海站开行往香港九龙的沪九直通车:317，2006年青藏铁路全線通車后增開往拉萨的列车。2007年上海南站开通后分流了始發往中国南方的普速列车，目前上海站始發的普速列车主要前往中国北方方向。车站东侧的上海机辆段和宝山路客技站，和西侧的光新路客技站为普速列车车底和机车提供存车和检修任务。普速列车车底往来车站和客技站由内燃调机推送。
| 列车所属路局   | 车次                    | 目的地   |
| -------------- | ----------------------- | -------- |
| 北京局集团     | T110                    | 北京     |
| 北京局集团     | K234                    | 石家庄   |
| 成都局集团     | K282、K1156             | 成都西   |
| 哈尔滨局集团   | Z172                    | 哈尔滨西 |
| 集通铁路公司   | Z268                    | 呼和浩特 |
| 兰州局集团     | T116                    | 兰州     |
| 兰州局集团     | K360                    | 银川     |
| 南宁局集团     | K1556                   | 南宁     |
| 上海局集团     | Z99                     | 广州白云 |
| 上海局集团     | K850                    | 平頂山   |
| 上海局集团     | K1048                   | 漯河     |
| 上海局集团     | K8362、K8482            | 阜阳     |
| 上海局集团     | K8366                   | 亳州     |
| 上海局集团     | 1462                    | 北京     |
| 沈阳局集团     | T132                    | 大连     |
| 沈阳局集团     | K188                    | 沈阳北   |
| 沈阳局集团     | Z516                    | 吉林     |
| 沈阳局集团     | K666                    | 通遼     |
| 太原局集团     | Z196                    | 太原     |
| 太原局集团     | K372                    | 大同     |
| 乌鲁木齐局集团 | Z40、Z304               | 乌鲁木齐 |
| 武汉局集团     | K464                    | 平顶山   |
| 武汉局集团     | K1506                   | 周口     |
| 西安局集团     |                         |          |
| K560           | 延安                    |          |
| 青藏集团       | Z376、K2186（隔日開行） | 西宁     |
| 青藏集团       | Z164                    | 拉萨     |
| 郑州局集团     | K152                    | 郑州     |
| 郑州局集团     | K1102                   | 安阳     |
| 郑州局集团     | K738                    | 洛阳     |

## 下辖车站
上海直属站是上海局集团的直属车站之一，管辖上海站、上海南站、上海虹桥站三个大型客运车站:211。
此外直属站还管辖七个小站：其中上海西站原为直属站，2004年12月13日撤销并入上海直属站，2006年12月13日曾短暂划归南翔直属站管辖，2010年随沪宁城际铁路开通划汇上海直属站管辖，同时新增管辖南翔北和安亭北站。2020年新增管辖沪苏通铁路安亭西站
2024年4月，车站新增管辖原由嘉兴车务段管辖的松江南站（现上海松江站）和金山北站，及原由南翔直属站管辖的松江站（现松江北站）。2024年12月，新增管辖沪苏湖高速铁路练塘站。
上海直属站还管辖宝山路客技站、光新路站存车场2个技术作业场。原先上海直属站还曾管辖上海南动车所和虹桥动车所，2013年6月被划至新成立的上海动车段。

## 争议
上海站南北广场由于城市公安、铁路公安和轨交公安的管辖交界处，因此成为有各种来历不明的人员的聚集地，其中以售卖发票人员最为出名。这些人员既有来自上海，亦有来自外地。他们通过售卖高仿发票，为来沪出差人员提供报销凭证，以供这些购买者逃税、行贿、受贿或者欺骗雇主。从地铁上海火车站站出口到上海站进站口各种人员不绝于耳的发票叫卖声成为了许多外地来沪人员对于上海的第一印象，纽约时报称这个现象是中国庞大地下经济的一个缩影。这些假发票使得许多企业蒙受巨大损失，同时售卖者不绝于耳的叫卖声使得许多本地市民认为影响了上海的形象。这种现象从2001年开始出现，尽管治安部门对此进行了多次打击，但因为这些人员流动性大，伪装隐蔽，且许多人叫卖时身上并未携带发票使得打击成本远高于违法成本、导致打击成果收效甚微。

## 配套交通
上海站地区可以换乘出租、公交、轨交、公路客运等多种交通工具往来市区、郊区和上海埠外。目前，上海站的配套交通设施主要以南北两个广场为中心分布。南广场通上海轨道交通1号线上海火车站站，北广场通3号线和4号线的上海火车站站。

### 地铁
上海地铁火车站站位于南广场地底及北广场地面，为1号线的地下島式車站及3号线和4号线的地面島式車站。1号线站厅位于南广场，铁路上海站东南出口设有通往1号线站厅的快速进站口，乘客在经过铁路出站闸机后无需再次安检，可直接购买地铁车票并进站。3号线、4号线车站位于铁路站场的东北侧，路轨平行于京沪铁路。在站厅西侧设有未编号的入口与上海站西北出口、上海长途客运总站连接；东侧设有一个未编号的出站通道，从上海站出站的乘客可从东北出口出站，无需重复安检直接换乘3、4号线。地铁1号线车站的建筑结构是铁路上海站结构的一部分，与国铁车站同步建设，地铁开通前曾短暂作为地下商场使用。

### 公交线路

#### 南北广场（始发线路）
| 编号 | 编号         | 线路                   | 线路 | 线路               | 收费  | 运营商     | 备注                          |
| ---- | ------------ | ---------------------- | ---- | ------------------ | ----- | ---------- | ----------------------------- |
|      | 104          | 龙华                   | ⇆    | 上海火车站(南广场) | 2元   | 巴士四公司 |                               |
|      | 109          | 南浦大桥               | ⇆    | 上海火车站(南广场) | 2元   | 巴士二公司 |                               |
|      | 301夜宵线    | 上海南站(北广场)       | ⇆    | 上海火车站(南广场) | 2元   | 巴士四公司 | 104路夜宵车                   |
|      | 302夜宵线    | 上海火车站(南广场)     | ⇆    | 宝山巴士           | 2元   | 巴士五公司 | 51路夜宵车                    |
|      | 308夜宵线    | 松花江路延吉东路       | ⇆    | 上海南站(南广场)   | 2元   | 巴士一公司 | 220-13路夜宵车                |
|      | 315夜宵线    | 上海南站(南广场)       | ⇆    | 上海火车站(北广场) | 2元   | 巴士一公司 | 15路夜宵车                    |
|      | 322夜宵线    | 上海火车站(南广场)     | ⇆    | 密山路友谊支路     | 2元   | 巴士五公司 | 53-95路夜宵车                 |
|      | 324夜宵线    | 上海火车站(南广场)     | ⇆    | 南浦大桥           | 2元   | 巴士四公司 | 64路夜宵车                    |
|      | 328夜宵线    | 上海火车站(南广场)     | ⇆    | 上海动物园         | 2元   | 巴士三公司 | 48-113路夜宵车                |
|      | 329夜宵线    | 上海火车站(南广场)     | ⇆    | 工农新村           | 2元   | 巴士一公司 | 942路夜宵车                   |
|      | 837          | 真南新村               | ⇆    | 上海火车站(南广场) | 2元   | 巴士三公司 |                               |
|      | 840          | 上海火车站             | ⇆    | 龙阳路地铁站       | 2元   | 浦东南汇   |                               |
|      | 898          | 上海火车站(南广场)     | ⇆    | 南翔汽车站         | 2元   | 巴士三公司 | 原沪唐专线南段                |
|      | 927          | 上海火车站(南广场)     | ⇆    | 宜山路虹梅路       | 2元   | 巴士四公司 | 原903路，有人售票             |
|      | 930          | 上海火车站(南广场)     | ⇆    | 白渡路中山南路     | 2元   | 巴士四公司 |                               |
|      | 941          | 虹桥东交通中心         | ⇆    | 上海火车站(南广场) | 2–6元 | 巴士二公司 | 原833路                       |
|      | 955          | 芦恒路枢纽站           | ⇆    | 陕西南路永嘉路     | 2元   | 浦东上南   | 经由南浦大桥过黄浦江；原835路 |
|      | 申川专线     | 川沙客运站             | ⇆    | 上海火车站(南广场) | 1–7元 | 巴士四公司 | 经由杨浦大桥过黄浦江          |
|      | 隧道三线     | 上海火车站(南广场)     | ⇆    | 博山东路龙居路     | 2元   | 上南三分   | ，原隧道专线                  |
|      | 隧道夜宵一线 | 天钥桥路辛耕路(徐家汇) | ⇆    | 东明路昌里东路     | 2元   | 巴士四公司 |                               |

| 编号 | 编号      | 线路               | 线路 | 线路               | 收费   | 运营商     | 备注                                                           |
| ---- | --------- | ------------------ | ---- | ------------------ | ------ | ---------- | -------------------------------------------------------------- |
|      | 115       | 松花江路延吉东路   | ⇆    | 平江小区           | 2元    | 巴士一公司 | 原515路                                                        |
|      | 117       | 上海火车站(北广场) | ⇆    | 桃浦五村           | 2元    | 巴士三公司 |                                                                |
|      | 305夜宵线 | 南浦大桥           | ⇆    | 上海火车站(北广场) | 2元    | 巴士五公司 | 65路夜宵车                                                     |
|      | 306夜宵线 | 龙华东路制造局路   | ⇆    | 上海火车站(北广场) | 2元    | 巴士一公司 | 66路夜宵车                                                     |
|      | 310夜宵线 | 兰州路杨树浦路     | ⇆    | 上海火车站(北广场) | 2元    | 巴士一公司 | 70-115路夜宵车                                                 |
|      | 455       | 利津路巨峰路       | ⇆    | 上海火车站(北广场) | 2元    | 浦东杨高   | 原申陆专线，经由延安东路隧道过黄浦江                           |
|      | 823       | 丰镇新村           | ⇆    | 上海火车站(北广场) | 2元    | 巴士一公司 |                                                                |
|      | 912       | 上海火车站(北广场) | ⇆    | 高境新村           | 2元    | 巴士四公司 |                                                                |
|      | 929       | 上海火车站(北广场) | ⇆    | 陈春路博华路       | 2–3元  | 巴士四公司 | 原906路；经由南浦大桥过黄浦江                                  |
|      | 942       | 殷行路中原路       | ⇆    | 上海火车站(北广场) | 2元    | 巴士一公司 | 原507路                                                        |
|      | 962       | 栖山路德平路       | ⇆    | 上海火车站(北广场) | 2元    | 巴士四公司 | 原申保线、592路；经由杨浦大桥过黄浦江                          |
|      | 机场四线  | 浦东机场           | ⇆    | 上海火车站(北广场) | 2–24元 | 空港巴士   | 有人售票，经由杨浦大桥过黄浦江，由原机场四线和机场五线合并而来 |

#### 途径线路
| 上海火车站(中兴路) | 上海火车站(中兴路) | 上海火车站(中兴路) | 上海火车站(中兴路) | 上海火车站(中兴路) |
| 编号               | 路线               | 路线               | 路线               | 备注               |
| ------------------ | ------------------ | ------------------ | ------------------ | ------------------ |
| 78                 | 山西北路七浦路     | ⇆                  | 武威东路真金路     |                    |
| 859                | 晋元路海宁路       | ⇆                  | 水杉路真南路       |                    |
| 912                | 上海火车站(北广场) | ⇆                  | 高境新村           |                    |
| 963                | 上海中医院         | ⇆                  | 罗芬路美丹路       |                    |

| 恒丰路天目西路(上海火车站) | 恒丰路天目西路(上海火车站) | 恒丰路天目西路(上海火车站) | 恒丰路天目西路(上海火车站) | 恒丰路天目西路(上海火车站)     |
| 编号                       | 路线                       | 路线                       | 路线                       | 备注                           |
| -------------------------- | -------------------------- | -------------------------- | -------------------------- | ------------------------------ |
| 41                         | 龙恒东路龙华西路           | ⇆                          | 沪太新村                   |                                |
| 58                         | 曲阜西路西藏北路           | ⇆                          | 上海大学(锦秋路)           |                                |
| 185                        | 恒丰路光复路               | ⇆                          | 园康路市台路               |                                |
| 332夜宵线                  | 曲阜西路西藏北路           | ⇆                          | 上海大学(锦秋路)           | 58路夜宵车                     |
| 510                        | 惠民路临潼路               | ⇆                          | 富水路万里小区             |                                |
| 741                        | 康宁路枢纽站               | ⇆                          | 汉中路地铁站               |                                |
| 845                        | 长安路恒通路               | ⇆                          | 呼兰路通河路               |                                |
| 898                        | 上海火车站(南广场)         | ⇆                          | 南翔汽车站                 | 原沪唐专线南段                 |
| 966                        | 市光新村                   | ⇆                          | 万航渡路长寿路             | 原866路                        |
| 沪嘉专线                   | 南门公交站                 | ⇆                          | 成都北路南京西路           | 由原沪嘉专线、新嘉专线合并而来 |

| 天目西路恒丰路(上海火车站) | 天目西路恒丰路(上海火车站) | 天目西路恒丰路(上海火车站) | 天目西路恒丰路(上海火车站) | 天目西路恒丰路(上海火车站) |
| 编号                       | 路线                       | 路线                       | 路线                       | 备注                       |
| -------------------------- | -------------------------- | -------------------------- | -------------------------- | -------------------------- |
| 13                         | 东长治路公平路枢纽站       | ⇆                          | 中山公园地铁站             |                            |
| 63                         | 北海宁路吴淞路             | ⇆                          | 真北路真北支路             |                            |
| 64                         | 南浦大桥                   | ⇆                          | 中山北路中潭路             |                            |
| 106                        | 上海火车站(梅园路)         | ⇆                          | 清涧新村                   |                            |
| 113                        | 静安新城                   | ⇆                          | 上海火车站(共和路)         | 原506路                    |
| 319夜宵线                  | 北海宁路吴淞路             | ⇆                          | 上海西站                   | 13-63路夜宵车              |
| 768                        | 民立路共和路               | ⇆                          | 莲花公寓                   |                            |
| 837                        | 真南新村                   | ⇆                          | 上海火车站(南广场)         |                            |
| 966                        | 市光新村                   | ⇆                          | 万航渡路长寿路             | 原866路                    |

| 天目中路大统路(上海火车站) | 天目中路大统路(上海火车站) | 天目中路大统路(上海火车站) | 天目中路大统路(上海火车站) | 天目中路大统路(上海火车站) |
| 编号                       | 路线                       | 路线                       | 路线                       | 备注                       |
| -------------------------- | -------------------------- | -------------------------- | -------------------------- | -------------------------- |
| 13                         | 东长治路公平路枢纽站       | ⇆                          | 中山公园地铁站             |                            |
| 58                         | 曲阜西路西藏北路           | ⇆                          | 上海大学(锦秋路)           |                            |
| 63                         | 北海宁路吴淞路             | ⇆                          | 真北路真北支路             |                            |
| 319夜宵线                  | 北海宁路吴淞路             | ⇆                          | 上海西站                   | 13-63路夜宵车              |
| 329夜宵线                  | 上海火车站(南广场)         | ⇆                          | 工农新村                   | 942路夜宵车                |
| 332夜宵线                  | 曲阜西路西藏北路           | ⇆                          | 上海大学(锦秋路)           | 58路夜宵车                 |
| 510                        | 惠民路临潼路               | ⇆                          | 富水路万里小区             |                            |

| 中兴路普善路(上海火车站) | 中兴路普善路(上海火车站) | 中兴路普善路(上海火车站) | 中兴路普善路(上海火车站) | 中兴路普善路(上海火车站) |
| 编号                     | 路线                     | 路线                     | 路线                     | 备注                     |
| ------------------------ | ------------------------ | ------------------------ | ------------------------ | ------------------------ |
| 78                       | 山西北路七浦路           | ⇆                        | 武威东路真金路           |                          |
| 115                      | 松花江路延吉东路         | ⇆                        | 平江小区                 | 原515路                  |
| 859                      | 晋元路海宁路             | ⇆                        | 水杉路真南路             |                          |
| 912                      | 上海火车站(北广场)       | ⇆                        | 高境新村                 |                          |
| 963                      | 上海中医院               | ⇆                        | 罗芬路美丹路             |                          |

### 长途汽车
上海长途客运总站位于铁路上海站北广场西侧，于2005年11月投入使用。该站主要开行往皖南、皖北、苏北、浙东以及江阴、常熟等铁路不方便到达和上海周边地区。

## 艺术作品
上海站作为上海的铁路枢纽门户之一，经常出现于各种与上海有关的各类艺术作品中。茅盾的作品《子夜》和王安忆的作品《本次列车终点站》等都有对于上海站的描写。
除此之外，电视剧《孽债》和《老房有喜》等影视作品曾在上海站取景。